# 锦阳街道
锦阳街道，是中华人民共和国江西省宜春市上高县下辖的一个乡镇级行政单位。2021年3月16日，经省政府批准，设立上高县锦阳街道，将敖阳街道锦阳居民委员会、敖山镇锦绣路居民委员会和敖背村村民委员会、野市乡高岗村村民委员会田东、卢家店、港口3 个自然村划归锦阳街道管辖。行政区划代码为360923002。

## 行政区划
锦阳街道下辖以下地区：
锦阳居民委员会、锦绣路居民委员会、敖背村、高岗村田东、卢家店、港口3 个自然村。